# Zero lower bound
Lo Zero Lower Bound (ZLB) o Zero Nominal Lower Bound (ZNLB) è un problema macroeconomico che si verifica quando il tasso di interesse nominale a breve termine è pari o vicino allo zero, causando una trappola della liquidità e limitando la capacità della banca centrale di stimolare la crescita economica. In particolare, in presenza di shock finanziari, ad esempio nel caso del modello IS-LM esteso, si verifica quando l'inflazione attesa è nulla e il tasso di interesse reale coincide con il tasso di interesse nominale; in tal caso, la Banca Centrale può portare i tassi nominali ( e reali ) a zero e la produzione ad un livello Y" ma non annullare l'effetto dello shock iniziale.

## Cause
La causa principale dello ZLB è l'emissione di moneta cartacea da parte dei governi, che garantisce effettivamente un tasso di interesse nominale pari a zero e agisce come un tasso di interesse minimo. I governi non possono incoraggiare la spesa abbassando i tassi di interesse, perché invece le persone manterrebbero semplicemente i contanti. Miles Kimball ha suggerito che un'economia moderna che si basi completamente sulla moneta elettronica o definisca la moneta elettronica come unità di conto potrebbe eliminare la ZLB. Anche senza tali misure, tuttavia, diverse banche centrali sono in grado di ridurre i tassi di interesse sotto lo zero; ad esempio, la Banca nazionale ceca stima che il limite inferiore del suo tasso di interesse sia inferiore al -1%.

## Esempi di ZLB
Il problema dello ZLB è tornato alla ribalta con l'esperienza del Giappone negli anni '90 e, più recentemente, con la crisi dei subprime. La convinzione che la politica monetaria sotto la ZLB fosse efficace nel promuovere la crescita dell'economia è stata criticata da Paul Krugman, Gauti Eggertsson e Michael Woodford tra gli altri.
Milton Friedman, d'altra parte, ha sostenuto che un tasso di interesse nominale pari a zero non presenta alcun problema per la politica monetaria. Secondo Friedman, una banca centrale può aumentare la base monetaria anche se il tasso di interesse svanisce; ha solo bisogno di continuare ad acquistare obbligazioni. Friedman ha anche coniato il termine "soldi dall'elicottero" per illustrare come le banche centrali potrebbero sempre generare spesa e inflazione. Friedman ha usato l'esempio di un elicottero che
```
una città che fa cadere dal cielo banconote da un dollaro che le famiglie hanno poi raccolto in parti perfettamente uguali. Gli economisti hanno sostenuto che le versioni del mondo reale di questa idea funzionerebbero con il limite inferiore zero. In genere, i soldi dall'elicottero sono stati interpretati come il coinvolgimento della banca centrale che finanzia direttamente il deficit di bilancio.
[
4
]
```

L'economista Willem Buiter ha affermato che i soldi dall'elicottero è una misura che può sempre aumentare la domanda e l'inflazione. A seguito delle ripetute lotte della Banca centrale europea per rilanciare l'economia della zona euro e raggiungere il suo obiettivo di inflazione, un certo numero di economisti ha preso un'interpretazione più letterale della parabola di Friedman e ha suggerito che la Banca centrale europea dovrebbe trasferire denaro direttamente alle famiglie.